# Seiken no Blacksmith
Seiken no Blacksmith (яп. 聖剣の刀鍛冶（ブラックスミス）, укр. Священний коваль) — серія ранобе автора Ісао Міури, ілюстратор — Луна. На червень 2011 видавництвом Media Factory опубліковано одинадцять томів під лейблом MF Bunko J. Автор манга-адаптації — Котаро Ямада, серіалізація розпочалася в сейнен манга-журналі Monthly Comic Alive 27 травня 2009-го. Перший танкобон з'явився 23 червня 2009. 12-серійна аніме виробництва студії Manglobe тривало на телеканалі AT-X з 3 жовтня по 19 грудня 2009.

## Сюжет
44 роки тому велика Валбанільська війна спустошила практично всі землі. Найнебезпечнішою зброєю був особливий демонічний контракт, за яким людина жертвувала свої частини тіла, і ті перетворювалися на могутніх демонів, переймаючи зовнішність своїх «прабатьків». Це призвело до катастрофи і вцілілі держави уклали між собою мир. Відтепер демонічний контракт став поза законом.
Сесілія Кембелл — лицар третього покоління з Хаусмана, одного з багатьох торгових міст демократичної федерації. Колись її дід сам заснував незалежне торгове місто. Сесілія пишається своєю спадщиною і хоче захистити місто за будь-яку ціну, як і її батько. Одного разу на торговому ринку вона вступає в конфлікт з ветераном війни, але через брак досвіду у неї ламається меч, і вона зазнає поразки. Її рятує таємничий коваль на ім'я Люк Ейнсворт. Сесілія бачить у нього незвичайний меч (катану) і просить зробити для себе такий же. Після того, як вона познайомилася з Люком, у них обох починаються нові і небезпечні пригоди.

## Персонажі
- Сесілія Кемпбел (яп. セシリー・キャンベル)

Головна героїня аніме, червоноволоса і добре забезпечена дівчина, третій лицар покоління від Лицарської гвардії Хаусмана, третього міста серед незалежних торгових. Її дід, колишній дворянин, який став лицарем, був одним із засновників незалежних торгових міст під час Валбанільсьскої війни. Після закінчення сім'я Кемпбелів служила в лицарях для захисту незалежності міста. Коли її батько помер від хвороби, Сесілія взяла на себе роль голови дому, і таким чином стала лицарем. Вона твердо вірить у правосуддя, захист міста та його громадян.
У манзі та ранобе Сесілія зображується, як сильна розумна дівчика з великими лідерськими навичками. Вона швидко вчиться на своїх помилках і досвідчений боєць мечем. Аніме ж зображує її в протилежному контрасті: вона трохи легковажна, володіє посередніми здібностями фехтування. В аніме більшість жартів стосується її занадто великих грудей і недоліків власного характеру. З розвитком сюжету в неї з'являються романтичні почуття до Люка.
- Лука (Люк) Ейнсворт (яп. ルーク・エインズワース)

Головний чоловічий персонаж, високомайстерний коваль і талановитий фехтувальник. Має темно-коричневе волосся і блакитні очі. Його ліве око скляггим (справжнє було використане для створення Лізи). Він зарозумілий, самостіний, досить нечутливий до оточуючих. Він живе з Лізою, яка допомагає йому в роботі і часто супроводжує по роботі. Він неодноразово рятував Сесілію від неминучої смерті. Володіє катаною, використовує унікальний бойовий стиль на мечах, який є рідкістю в країні, екстраординарними навичками коваля, спираючись на магічні сили Лізи.
Хоча Люк часто критикує Сесілію за її недоліки, він поступово знаходить з дівчиною консенсус. Її манера захищати місто і всіх його громадян нагадує йому про Лізу Оаквуд, кохання юності. Після зустрічі з Сесілію, Люк також прийшов до порозуміння з Лізою. З розвитком сюжету закохується в Сесілію і з часом в них двоє дітей. На жаль, він упокоївся тільке два тижні після народження другої дитини.
- Ліза

Героїня аніме, ясноволоса молода дівчина з пурпуровими очима яка на вугляд подібна до коханої Луки коли вона була молодою. Вона не людиною, але діявол створена три роки тому коли Луки батько і його кохана товаришка, Ліза Овквуд, загинули в боротьбі з Валбанільом. Головні персонажі незалежних торгових міст вірують що Лука віддав жертвою свою кохану товаришку щоб себе обезпечити, але у правді, Ліза сама себе віддала жертвою щоб створити когось хто наввік охоронятиме Луку. Лука назвав створеного діявола Лізу і її взяв під своєю опікую і її навчив говорити, куховарити та інші побутові справи але найголовніше, ще і ковальські справи.

## Медіа

### Ранобе
| №  | Дата виходу       | ISBN                   |
| -- | ----------------- | ---------------------- |
| 1  | 22 листопада 2007 | ISBN 978-4-8401-2083-8 |
| 2  | 25 травня 2008    | ISBN 978-4-8401-2141-5 |
| 3  | 25 вересня 2008   | ISBN 978-4-8401-2423-2 |
| 4  | 23 січня 2009     | ISBN 978-4-8401-2602-1 |
| 5  | 25 березня 2009   | ISBN 978-4-8401-2723-3 |
| 6  | 25 червня 2009    | ISBN 978-4-8401-2802-5 |
| 7  | 25 вересня 2009   | ISBN 978-4-8401-3028-8 |
| 8  | 25 січня 2010     | ISBN 978-4-8401-3157-5 |
| 9  | 25 травня 2010    | ISBN 978-4-8401-3283-1 |
| 10 | 25 листопада 2010 | ISBN 978-4-8401-3487-3 |
| 11 | 25 листопада 2011 | ISBN 978-4-8401-3931-1 |
| 12 | 23 березня 2012   | ISBN 978-4-8401-4534-3 |
| 13 | 25 липня 2012     | ISBN 978-4-8401-4646-3 |
| 14 | 22 листопада 2012 | ISBN 978-4-8401-4903-7 |
| 15 | 25 березня 2013   | ISBN 978-4-8401-5133-7 |
| 16 | 23 серпня 2013    | ISBN 978-4-8401-5253-2 |

### Манґа
Media Factory випустило сім томів і Seven Seas Entertainment планує випустити ще один у червні 2013.
| №  | Дата виходу       | ISBN                   |
| -- | ----------------- | ---------------------- |
| 01 | 23 червня 2009    | ISBN 978-4-8401-2582-6 |
| 02 | 23 жовтня 2009    | ISBN 978-4-8401-2928-2 |
| 03 | 23 березня 2010   | ISBN 978-4-8401-3304-3 |
| 04 | 22 вересня 2010   | ISBN 978-4-8401-3375-3 |
| 05 | 23 березня 2011   | ISBN 978-4-8401-3769-0 |
| 06 | 22 листопада 2011 | ISBN 978-4-8401-4062-1 |
| 07 | 23 серпня 2012    | ISBN 978-4-8401-4710-1 |

### Аніме
Аніме складається з 12 епізодів. Японський варіант на DVD випущений Blasmi. Англійський варіант DVD ліцензований Funimation і випущений 25 січня 2011. Funimation розпочало трасляцію у червні 2010-го.
Дебют аніме-серіалу на американському телебаченні відбувся 8 серпня 2011 на Funimation Channel.

#### Музика
- Опенінг: «Justice of Light» виконує Маюмі Годжо
- Ендінг

«Miracle Happy Day» (яп. みらくるハッピーディ) виконує Акі Тойосакі